# Parc Natural de les Coves del Truig

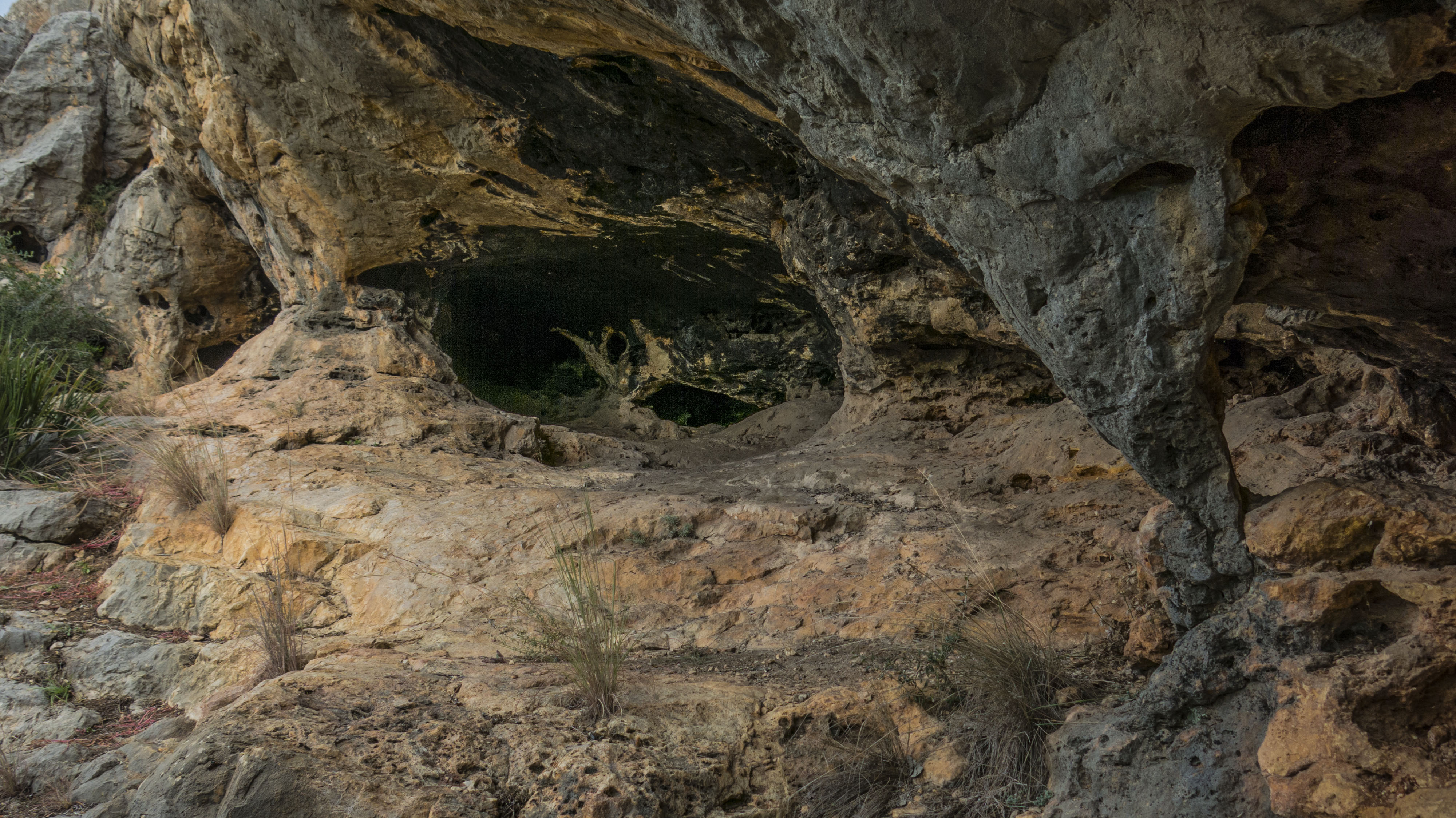
Cova del Truig

El Parc Natural de les Coves del Truig està situat a la Ribera Alta del País Valencià, dins del terme de Benimodo. Comprèn tota la capçalera del barranc de les Coves, on es troben tres emplaçaments arqueològics: el poblat del Puntal del barranc de les Coves (bronze inicial); el Puntal del Barranc de les Coves, d'època indeterminada i les coves del Truig (bronze ple), situades al límit del municipi de Benimodo, just abans d'entrar al terme de Tous.
El Ministeri de Medi Ambient, mitjançant la Confederació Hidrogràfica del Xúquer, amb fons propis i de la Unió Europea, va aprovar un projecte encaminat al manteniment de les condicions naturals de l'entorn, en l'aspecte mediambiental i per acostar la població al seu patrimoni històric i natural de què disposa el municipi de Benimodo.

## Imatges del parc

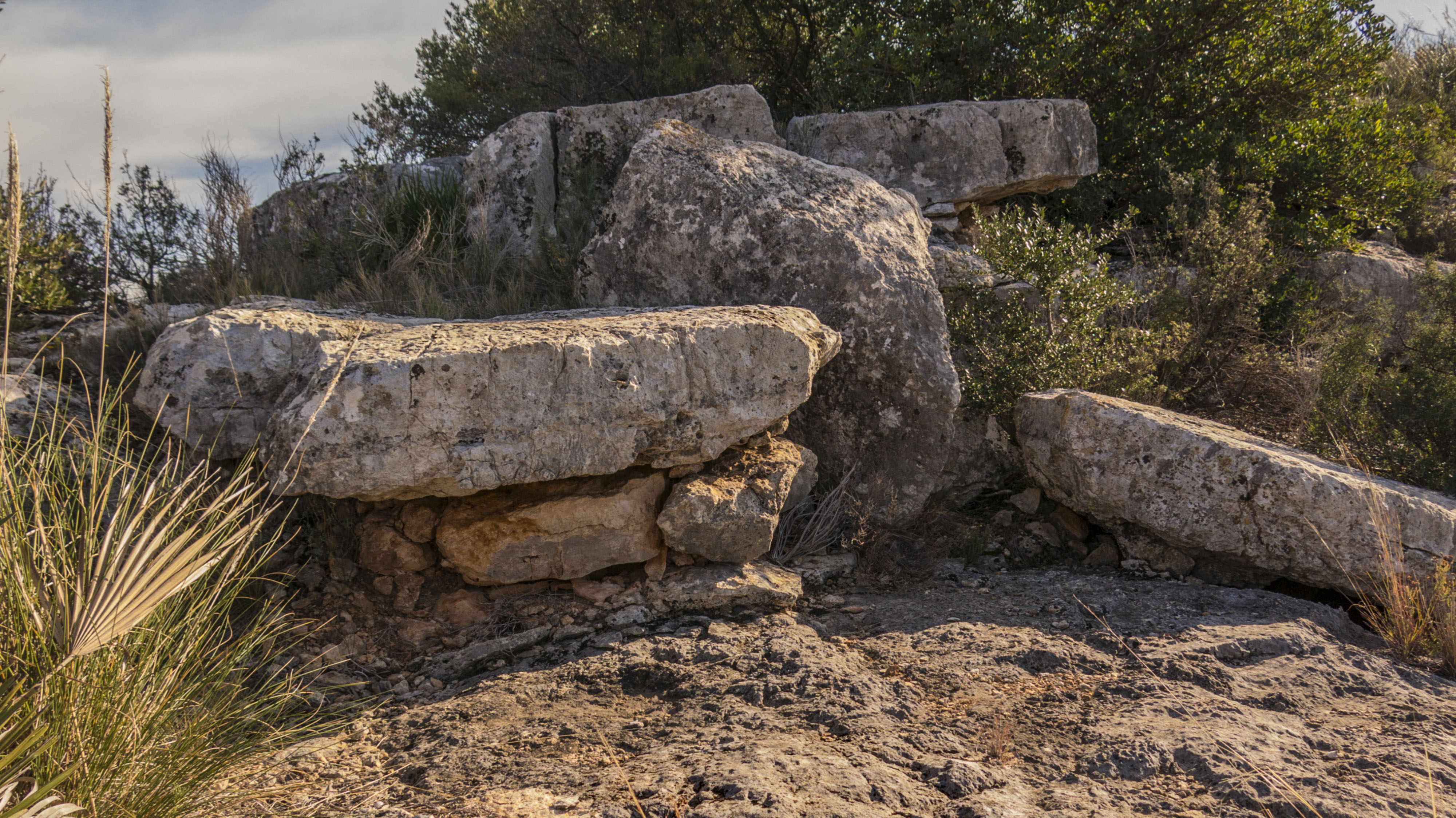
Poblat Puntal del Barranc de les Coves del Truig
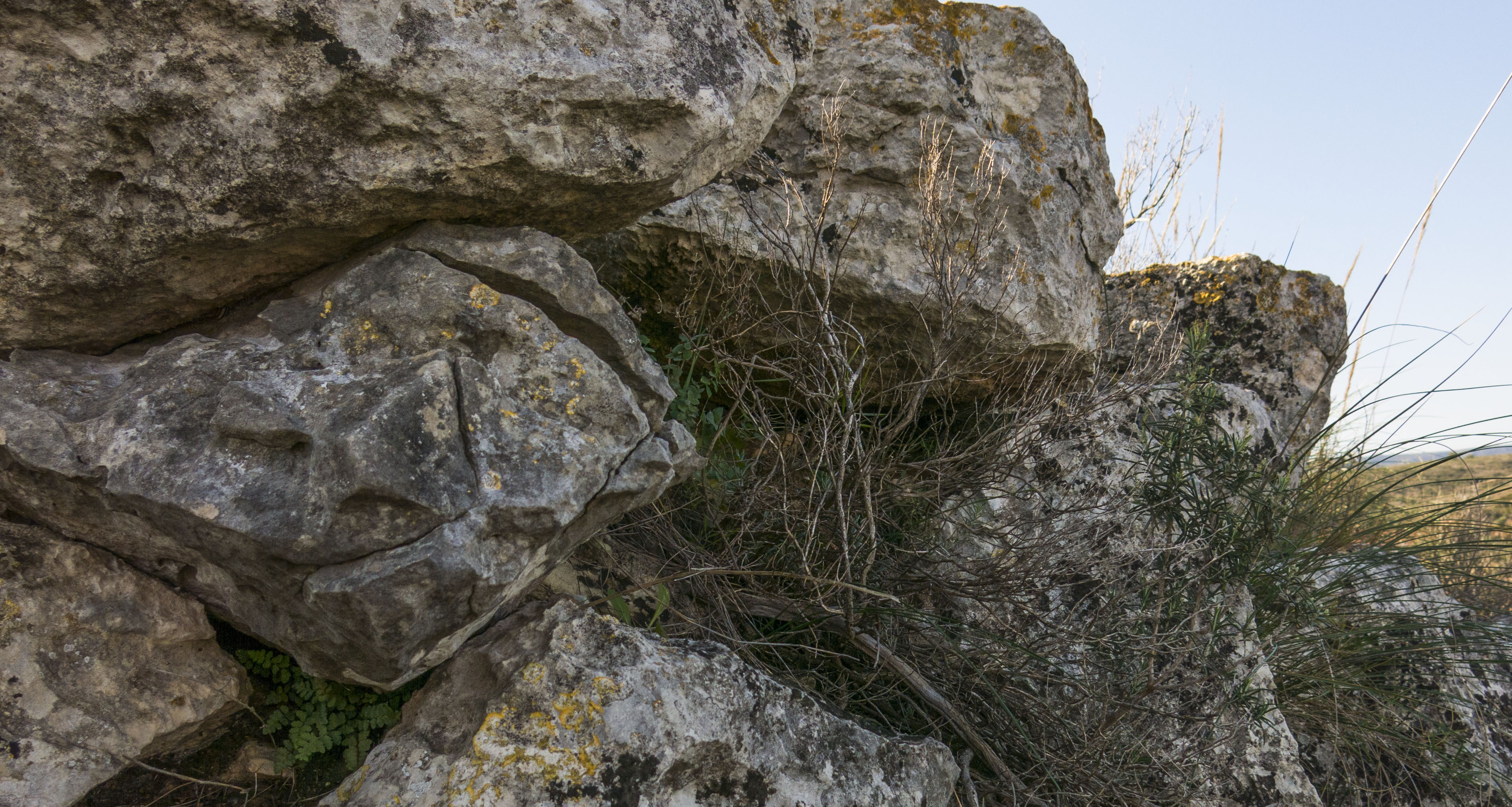
Poblat
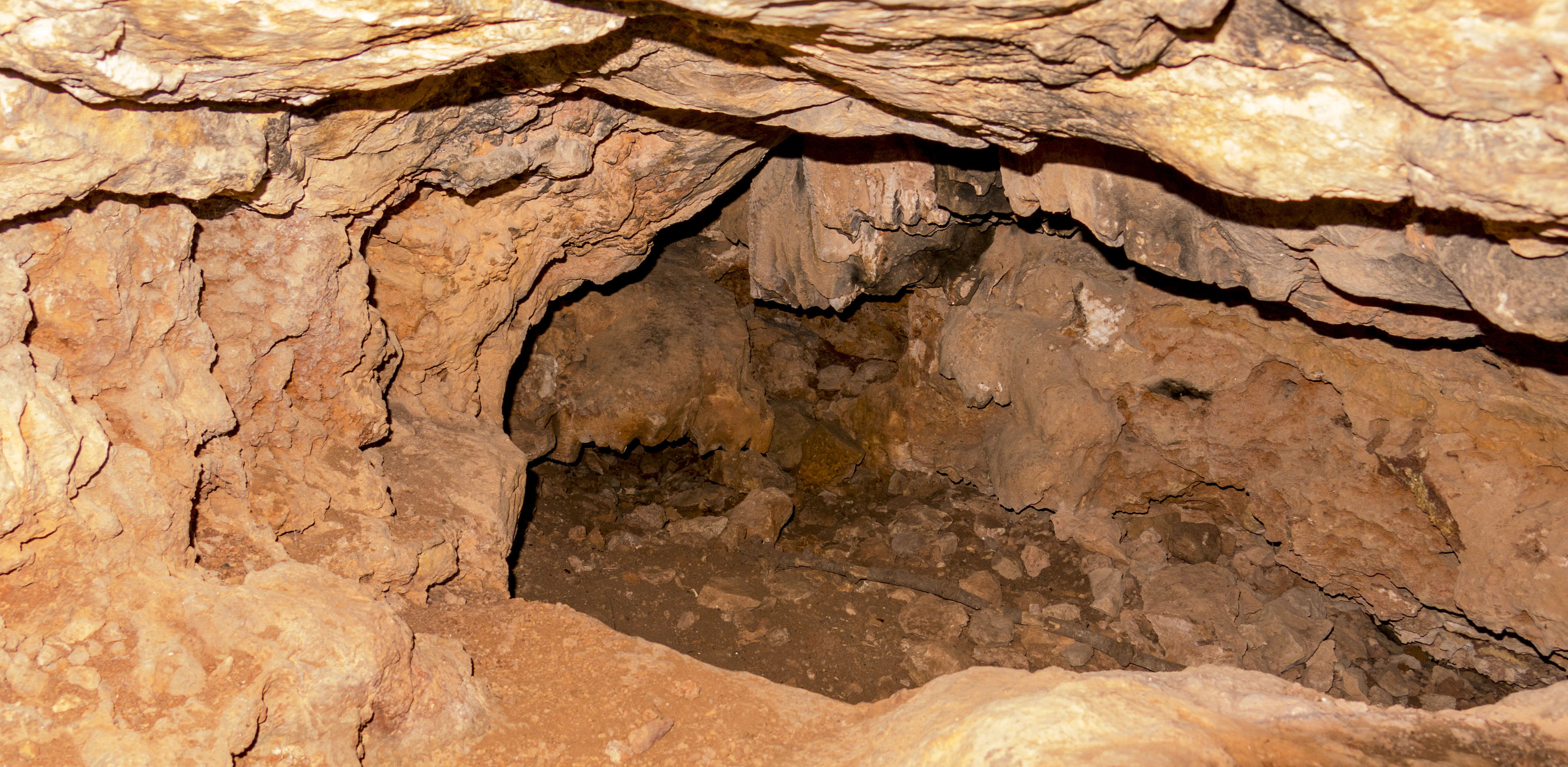
Cova del Truig
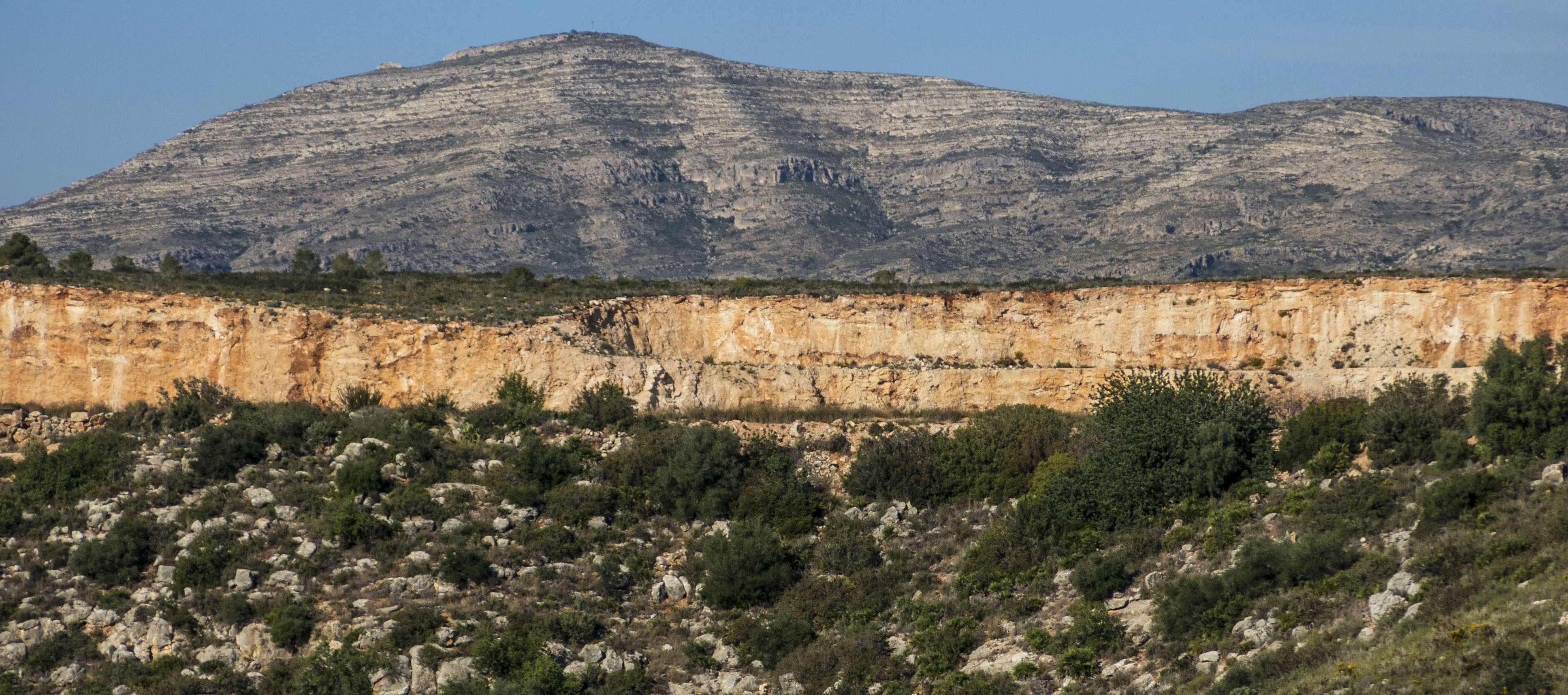
El Matamon, vist des del parc